# Macropeza pamunkeiana
Macropeza pamunkeiana är en tvåvingeart som beskrevs av Knausenberger och Wirth 1980. Macropeza pamunkeiana ingår i släktet Macropeza och familjen svidknott.
Artens utbredningsområde är Virginia. Inga underarter finns listade i Catalogue of Life.